# Герб Лісної Стінки
Герб Лісно́ї Сті́нки — один з офіційних символів села Лісна Стінка, Куп'янський район Харківської області, затверджений рішенням сесії Лісностінківської сільської рада.

## Опис
Щит із лазуровою главою розтятий нитяним срібним перев'язом зліва на золоте й чорне. На першій частині три зелених дерева в стовп, на другій срібний обеліск і три срібні журавлі в польоті. Герб облямований декоративним картушем і прикрашений сільською короною.
Лазурова глава символізує красу тутешнього краю; зелені дерева — символ лісу, від якого село одержало назву; чорне поле ліворуч — символ печалі та скорботи, а срібні фігури журавлів і обеліска — символ душ убієнних і пам'яті про них. У 1943 р. під час звільнення району від тимчасової гітлерівської окупації біля села відбувся найкровопролитніший на Куп'янщині бій. Срібний перев'яз — символ Оскільського водосховища, яке розташоване на території сільської ради.